# Pauli Sarkkula
Pauli Yrjö Sarkkula, nato Sarlin (Helsinki, 23 gennaio 1917 – 23 dicembre 1992), è stato un cestista finlandese.

## Carriera
Con la Finlandia ha disputato i Campionati europei del 1939.